# Ibn Bassam
Abû l-Ḥasan 'Alî ibn Bassâm al-Shantarînî, ou plus brièvement Ibn Bassam, est un poète et historien musulman né avant 1084 à Santarém, dans la Taïfa de Badajoz, sur le territoire de l'actuel Portugal, et mort en 1147.
On sait qu'il séjourna à Lisbonne en 1084. En avril 1093, le roi chrétien Alphonse VI de León s'empara brièvement de Santarém et Lisbonne, et Ibn Bassam dut quitter sa ville natale. Il se rendit à Cordoue pour la première fois vers 1100, et c'est alors qu'il commença à composer sa Dhakîra. Il séjourna également à Séville. Il mourut en 1147, peut-être à Santarém, l'année de la prise de la ville par le roi portugais Alphonse Ier, après avoir été à deux reprises prisonnier d'armées chrétiennes. 
Il est célèbre par son anthologie Dhakhîra fî mahâsin ahl al-Jazîra (Trésor des mérites des habitants de la péninsule [ibérique]), composée vers 1100/10, une des plus importantes sources d'information historique, littéraire et culturelle sur Al-Andalus. C'est un recueil de biographies et de poèmes de personnages célèbres dans l'Espagne musulmane dans la période postérieure à celle des Omeyyades de Cordoue (période traitée par un autre auteur, Ibn Faraj al-Jayyânî, dans un ouvrage perdu dont Ibn Bassam a sans doute voulu prendre la suite). Il s'est inspiré aussi du recueil de l'Iranien Abu Mansur al-Tha'alibi. L'ouvrage est divisé en quatre parties suivant une logique géographique : la première, consacrée à Cordoue et sa région, comprend 33 chapitres ; la seconde, consacrée au sud de l'Andalousie et à la région occidentale, comprend 46 chapitres ; la troisième, consacrée à la région méditerranéenne, comprend 32 chapitres ; et la quatrième, consacrée à des personnages d'origine extérieure, comprend 15 chapitres.

## Édition
- Ihsân 'Abbâs (éd.), Kitâb al-Dhakhîra fî mahâsin ahl al-Jazîra, Beyrouth, 1975-79 (8 vol.).

- VIAF
- IdRef
- LCCN
- GND
- Pays-Bas
- Israël
- WorldCat